# Justizkanzlei Gedern
Die Justizkanzlei Gedern war ein Gericht zweiter Instanz in der zunächst reichsunmittelbaren Herrschaft dann ab 1806 der Standesherrschaft der Grafen von Stolberg.

## Geschichte
Im Zuge der Auflösung des Alten Reichs 1806 und der Mediatisierung kamen einige zuvor reichsunmittelbare Fürsten und Grafen unter die Herrschaft des Landgrafen von Hessen-Darmstadt der damit auch zum Großherzog aufstieg. Das betraf auch Besitzungen des Hauses Stolberg in der Wetterau. Im Zuge dieser Mediatisierung blieben aber die Rechte der nunmehrigen Standesherren gegenüber ihren bisherigen Untertanen ungeschmälert, auch hinsichtlich ihrer Befugnisse in der Rechtsprechung. Als Standesherren übten sie weiterhin die Rechtsprechung aus und das Großherzogtum musste dulden, dass sie dies auch in zweiter Instanz weiterhin taten. Dafür bestand allerdings die Bedingung, dass dort die gleichen Verfahren angewandt wurden, wie am Hofgericht, dem staatlichen Gericht zweiter Instanz. Die Familie von Stolberg unterhielt für die Rechtsprechung in zweiter Instanz für ihre im Großherzogtum Hessen gelegenen Besitzungen eine „Justizkanzlei“ in Gedern.
Der Betrieb dieses „privat“ organisierten Gerichtswesens erwies sich für die Standesherren als dauerhafte wirtschaftliche Belastung. Zu einem in der Literatur nicht näher aufgeführten Zeitpunkt fusionierten die Grafen von Stolberg ihre Justizkanzlei Gedern deshalb mit der Justizkanzlei Büdingen der benachbarten Fürsten und Grafen von Isenburg in Büdingen. Damit hörte eine eigenständige Justizkanzlei in Gedern auf zu bestehen. Die fusionierte Justizkanzlei in Büdingen trug die offizielle Bezeichnung: Großherzoglich Hessische, fürstlich und gräflich Isenburgische und gräflich Stolbergische Gesamt-Justiz-Kanzlei.
Das Großherzogtum strebte in seinem Staatsgebiet das Rechtsprechungsmonopol an. Im Zuge der beabsichtigten und dann 1821 durchgeführten Verwaltungs- und Justizreform im Großherzogtum Hessen verhandelte der Staat seit 1820 mit allen Standesherren über eine Abgabe der von diesen betriebenen Gerichtsorganisationen an den Staat.
1825 übergaben die Standesherren den Betrieb der isenburgisch-stolbergischen Justizkanzlei Büdingen an den Staat. Dieser löste sie auf und übertrug die bisher von ihr wahrgenommenen Aufgaben an das Hofgericht Gießen.

## Instanzielle Zuständigkeit
Der Justizkanzlei Gedern nachgeordnet waren die stolbergischen Besitzungen in der Wetterau. Dort waren Verwaltung und Rechtsprechung noch nicht getrennt. Als der Staat die Trennung der Rechtsprechung von der Verwaltung im Großherzogtum mit der Verwaltungsreform von 1821 vollzog, brachten die Grafen von Stollberg ihre beiden Ämter mit ein, so dass dort die erstinstanzliche Rechtsprechung nun durch das Landgericht Ortenberg erfolgte.
Der Justizkanzlei Gedern übergeordnet war das Hofgericht Gießen, das zweitinstanzliche, staatliche Gericht für die Provinz Oberhessen. Es bildete so die dritte Instanz für den Gerichtsbezirk der Justizkanzlei Gedern. Der Instanzenzug wies für Rechtssuchende hier eine zusätzliche Instanz auf.

## Örtliche Zuständigkeit
Die örtliche Zuständigkeit der Justizkanzlei Gedern erstreckte sich über die Ämter Gedern und das standesherrliche Amt Ortenberg.